# Toeristisch Overstappunt

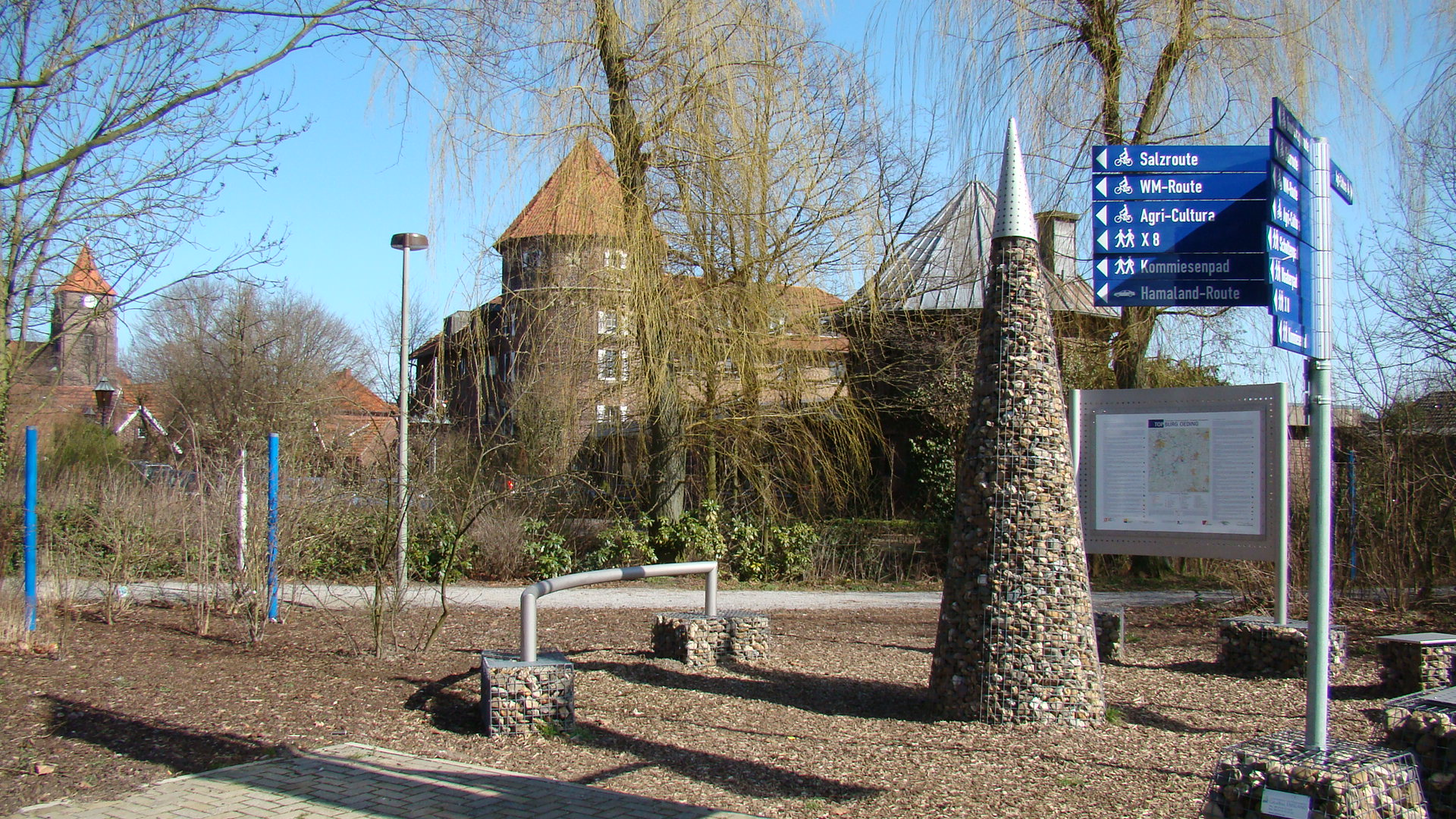
TOP in Oeding

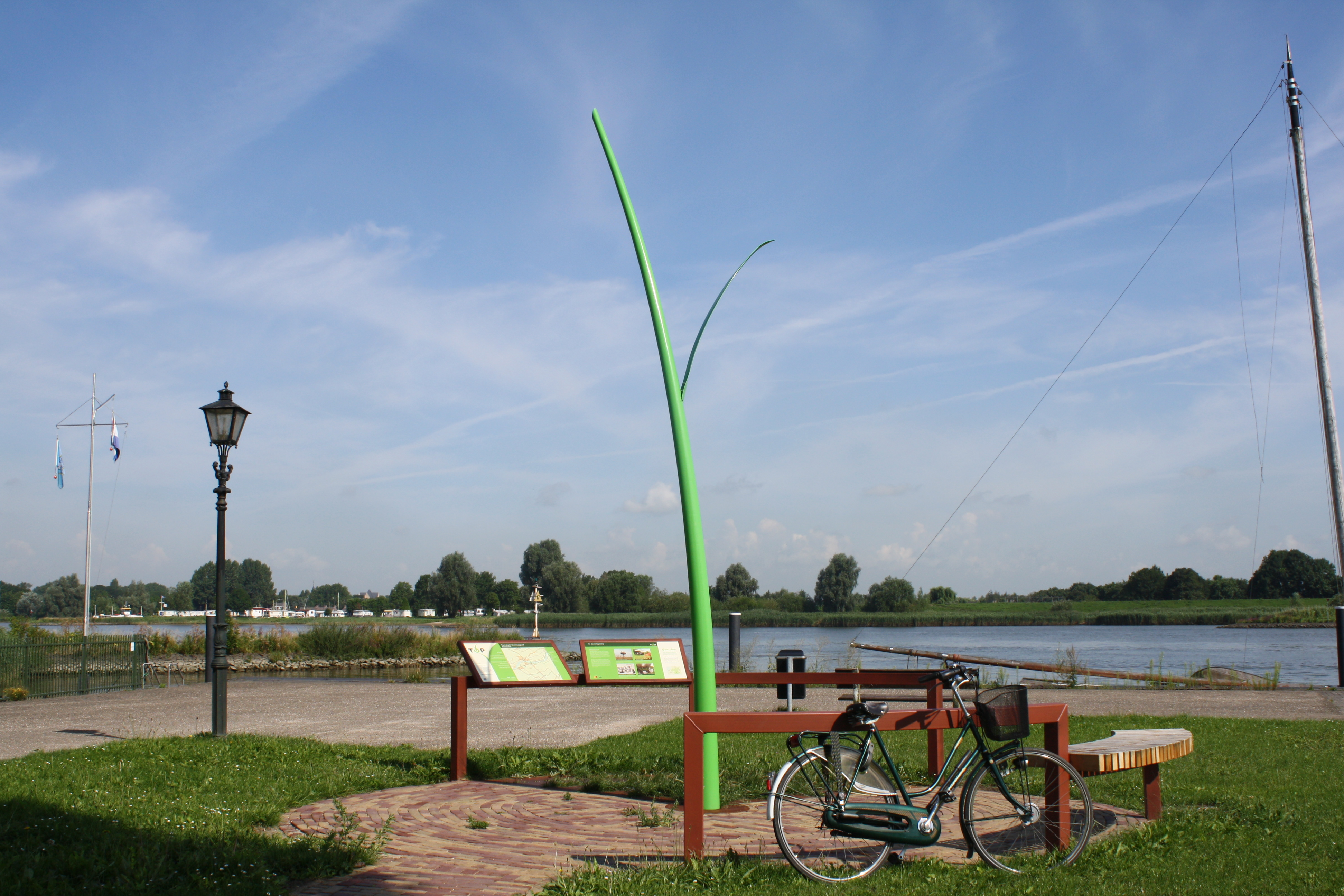
TOP in Nieuwpoort, Zuid-Holland

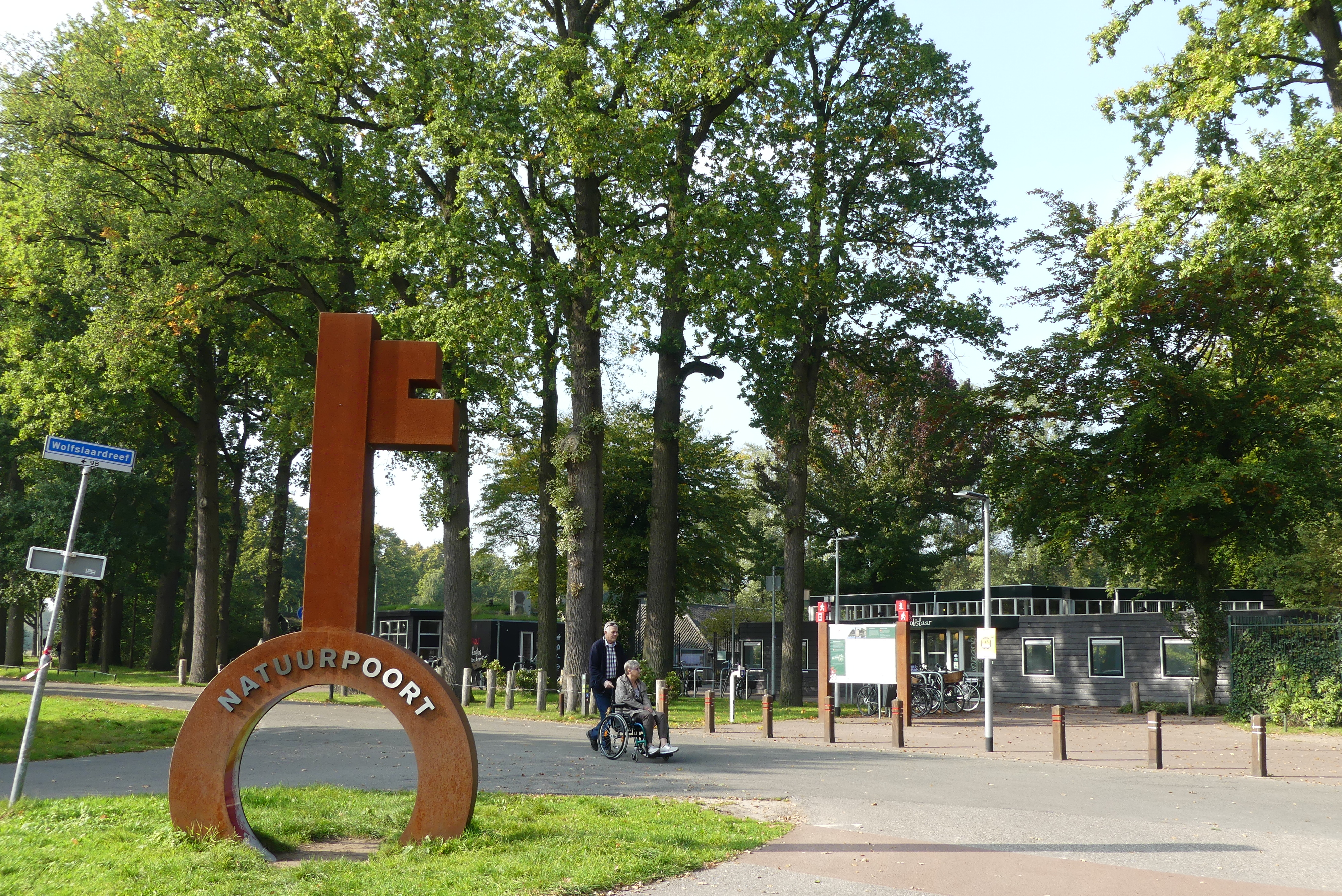
Natuurpoort Wolfslaar in Breda

Een Toeristisch Overstappunt (TOP) is een 'natuurlijk knooppunt', waar diverse fiets-, vaar-, skate- en wandelroutes beginnen. Bij elke TOP geeft een informatiepaneel met kaarten van de omgeving en borden de juiste richting naar de verschillende routes. De TOP's zijn meestal gesitueerd bij gratis parkeerplaatsen; sommige zijn bij een NS-station geplaatst, zodat ook treinreizigers van de TOP gebruik kunnen maken.
Iedere TOP is herkenbaar aan het herkenningspunt, een soort van obelisk wordt in het oosten van het land gebruikt, een grashalm in het Groene Hart en een opvallend grote informatiezuil in de regio Gooi & Vecht en regio Rivierenland. Bij TOPs zijn vaak ook enkele zitplaatsen, een fietsrek en een wegwijzer. TOPs in de regio Gooi & Vecht zijn bovendien altijd voorzien van een fietsverhuur (houder mobiele tel. aanwezig), horeca, (gratis) toiletten, een ANWB Fietsservicebox en een VVV informatiepunt.
De provincie Noord-Brabant kent soortgelijke plekken onder de naam Natuurpoort. Natuurpoorten zijn herkenbaar aan een vier meter hoge rechtopstaande sleutel.